# Madison Avenue
Madison Avenue peut également renvoyer à un groupe australien
Madison Avenue est une avenue de l'arrondissement de Manhattan, dans la ville de New York. 

## Situation et accès
À sens unique, elle s'étend du sud au nord de Madison Square Park, au niveau de la 23e Rue au Madison Avenue Bridge à la 138e Rue. Elle traverse les quartiers du Midtown, d'Upper East Side, de Spanish Harlem et de Harlem.

## Origine du nom

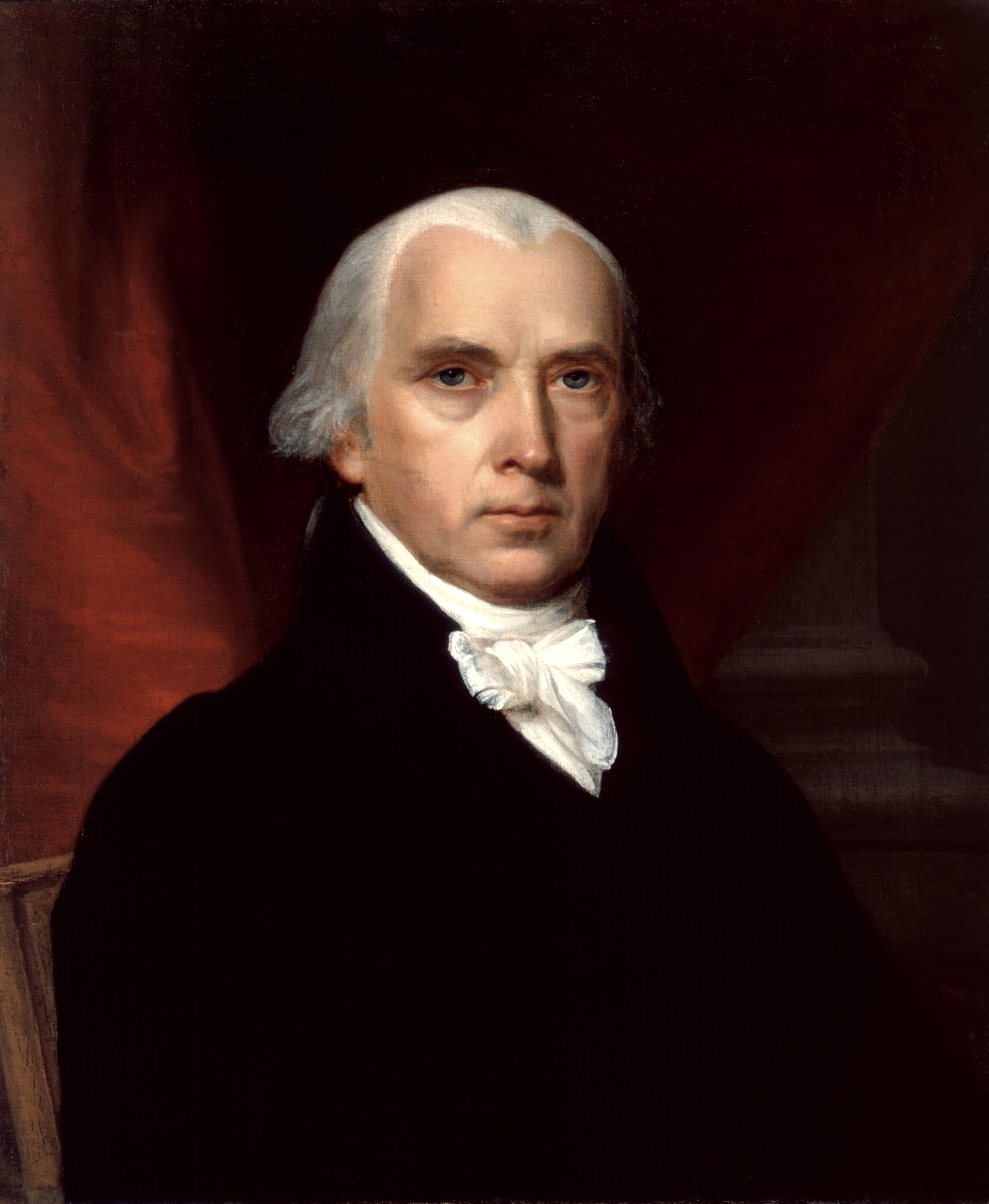
James Madison (1816).

L'avenue tire son nom du Madison Square Park, qui tient lui-même son nom de James Madison, le quatrième président des États-Unis d'Amérique.

## Historique
À l'origine, Madison Avenue ne faisait pas partie du Commissioners' Plan de 1811. Elle est tracée en 1836 grâce à Samuel B. Ruggles (en), également à l'origine de Gramercy Park en 1831 et Union Square.

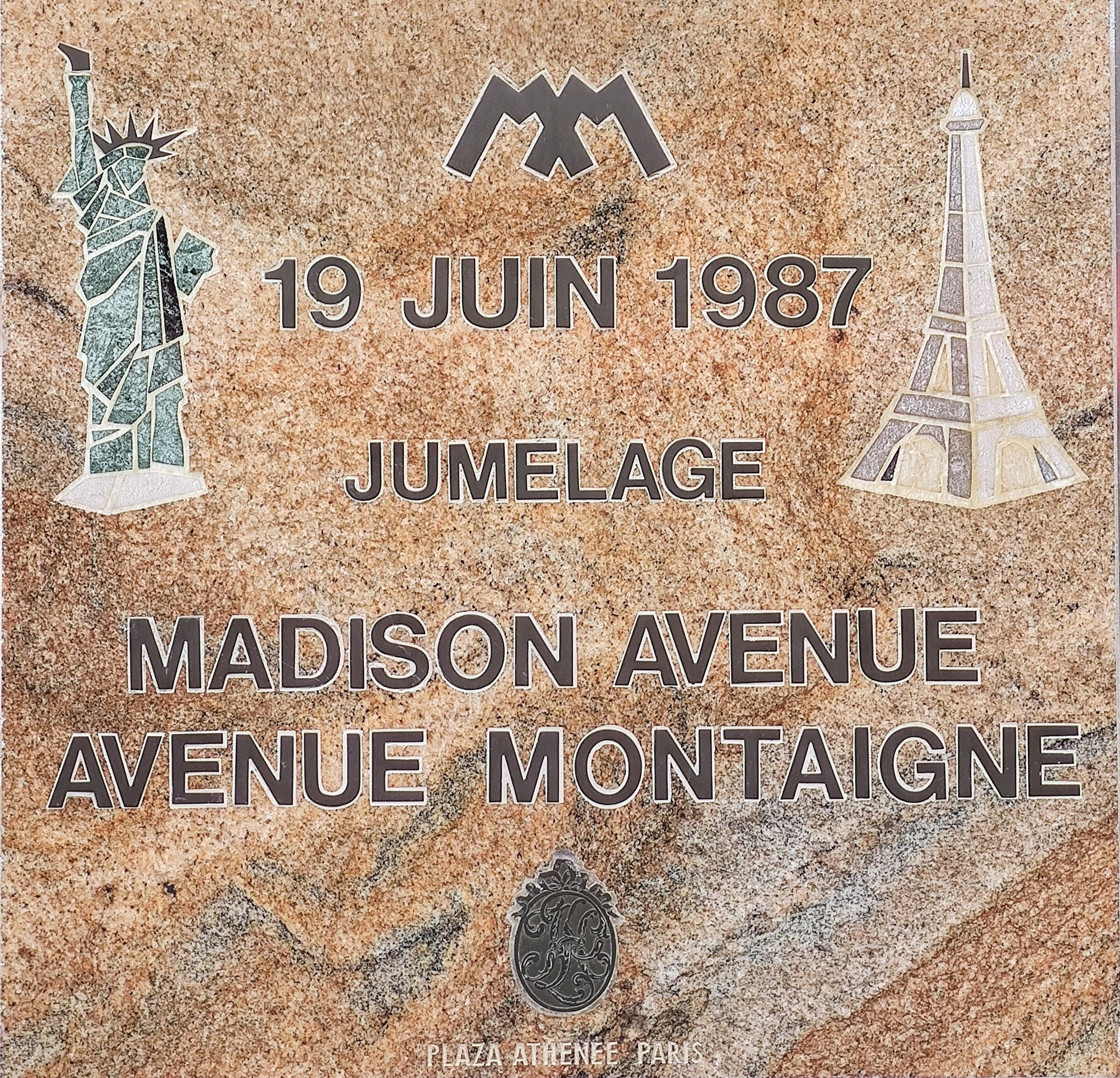
Plaque de jumelage entre Madison Avenue et l'avenue Montaigne à Paris.

Aux États-Unis, le terme « Madison Avenue » est souvent employé métonymiquement pour faire référence à la publicité. En effet, l'avenue est associée avec l'industrie publicitaire depuis la forte croissance de ce secteur dans les années 1920, lorsque des agences s'installent sur l'avenue.
Depuis 1987, l'avenue est jumelée à l'avenue Montaigne à Paris.

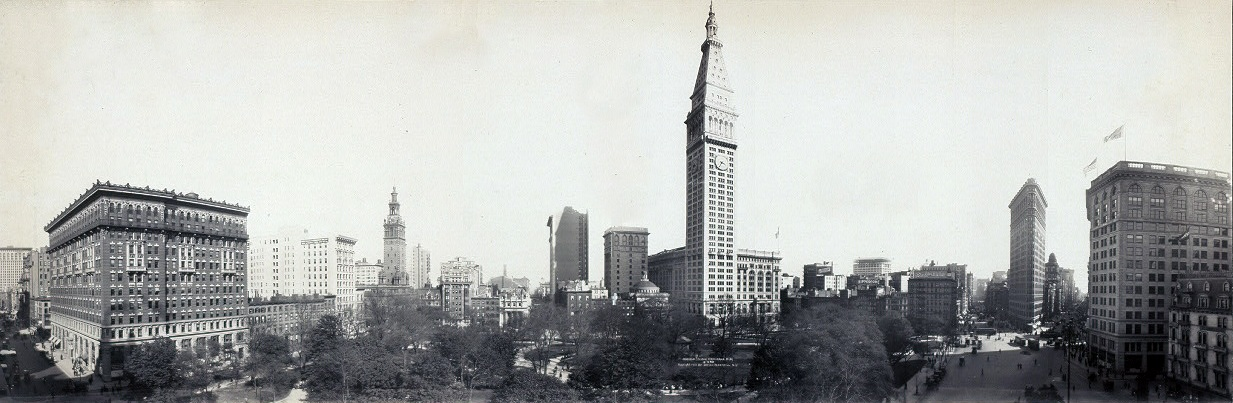
Madison Square Park, en 1907.

## Bâtiments remarquables et lieux de mémoire
- No 88 : Seville Hotel, de style Beaux-Arts, construit en 1904.
- No 225 : Pierpont Morgan Library, au niveau de la 36e Rue dans Murray Hill.
- No 233 : De Lamar Mansion, construit en 1902-1905 pour l’homme d’affaires Joseph Raphael De Lamar (1843-1918). Le bâtiment est inscrit au titre des New York City Landmarks en 1975[2].
- Nos 455-457 : Lotte New York Palace, hôtel de luxe.
- No 509 : la décoratrice Elsie McNeill ouvre une boutique en 1927, où elle permet aux États-Unis de découvrir le travail de Mariano Fortuny y Madrazo.
- No 660 : immeuble construit en 1958 selon les plans d’Emery Roth sous le nom de Getty Building, dont les étages supérieurs ont été transformés en appartements par l’architecte Joseph Pell Lombardi[3],[4].
- No 667 : ancien emplacement de la boutique de la couturière Ann Lowe.

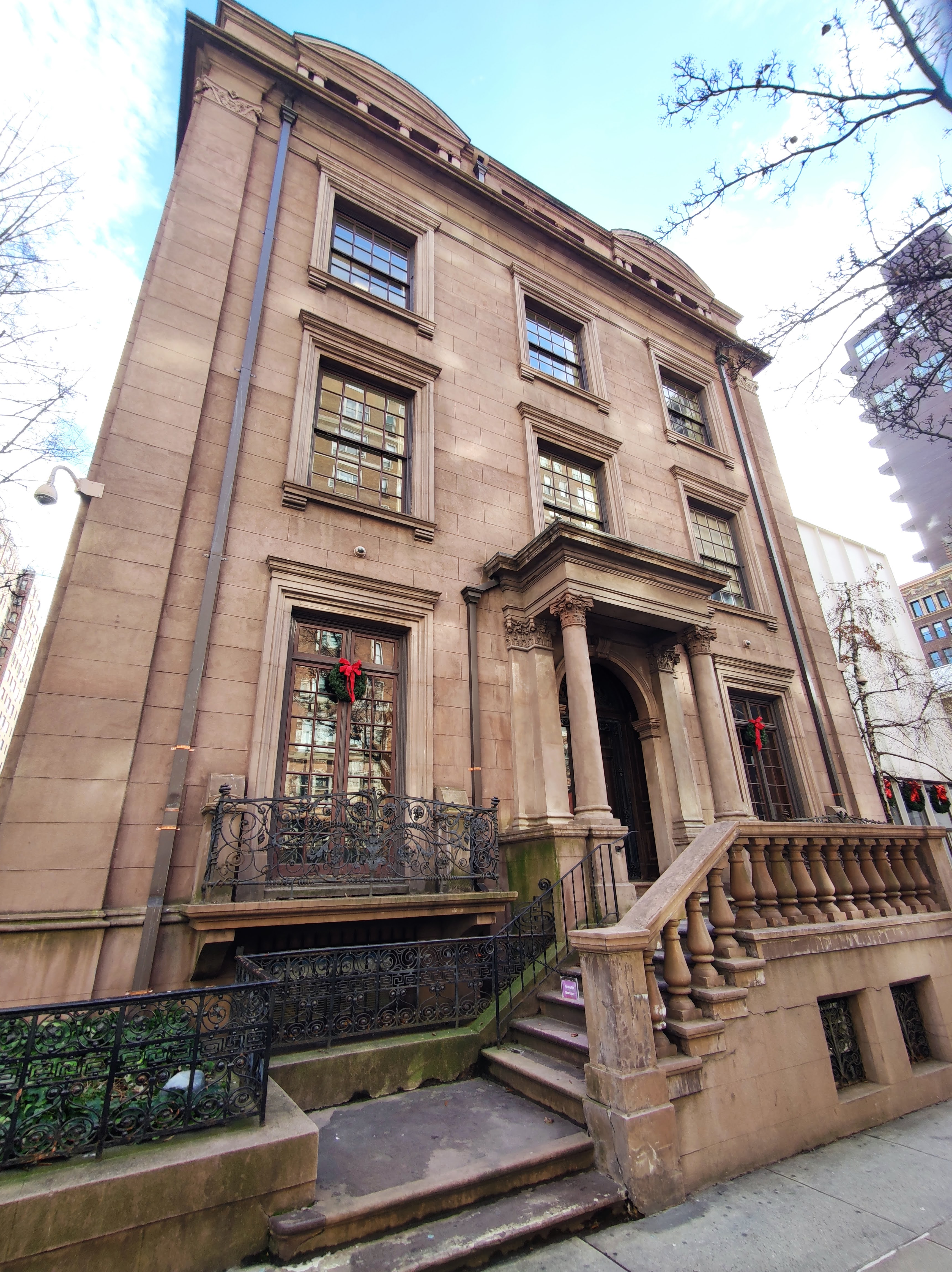
No 225 : bibliothèque.
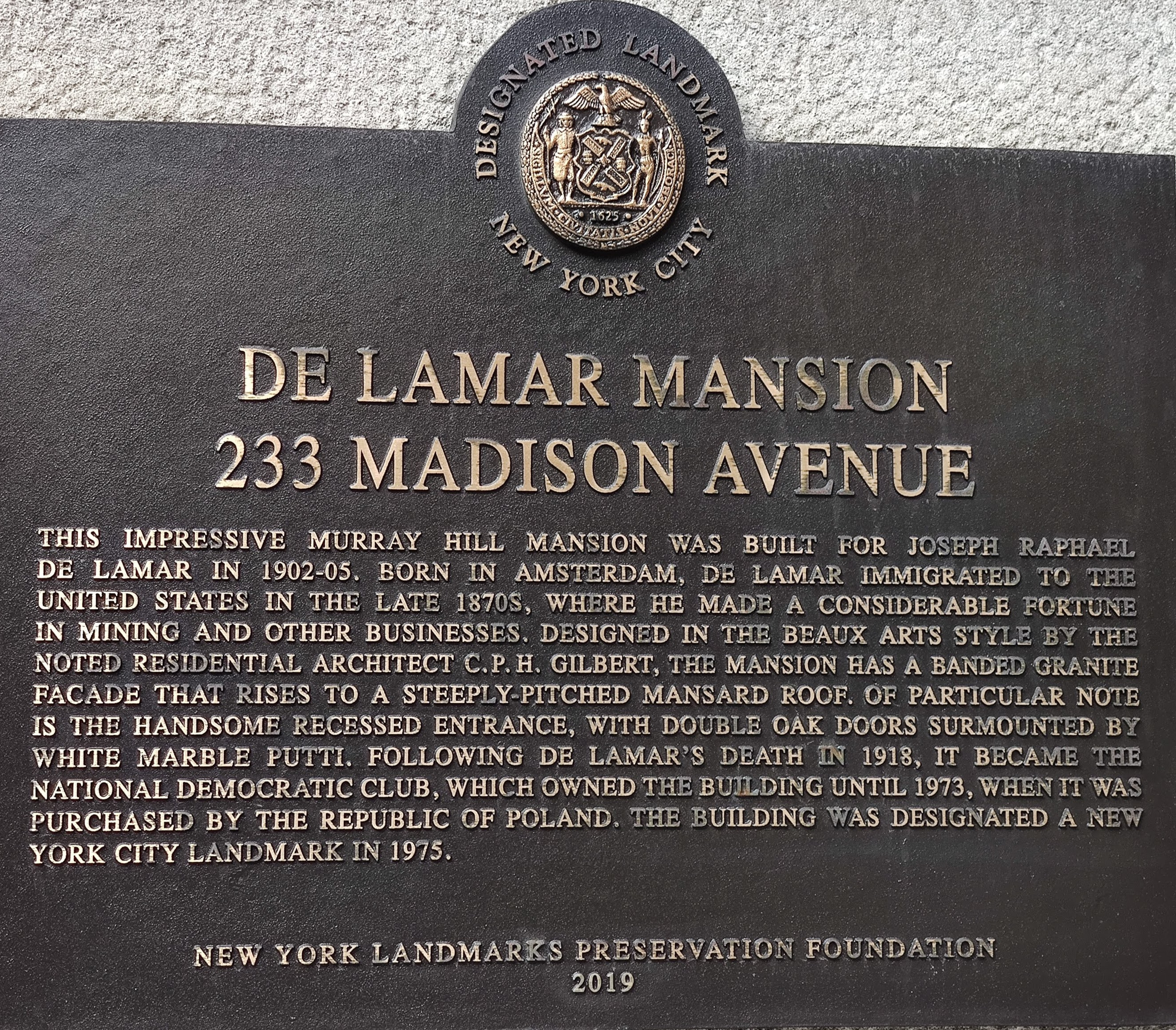
No 233 : ancien hôtel particulier.
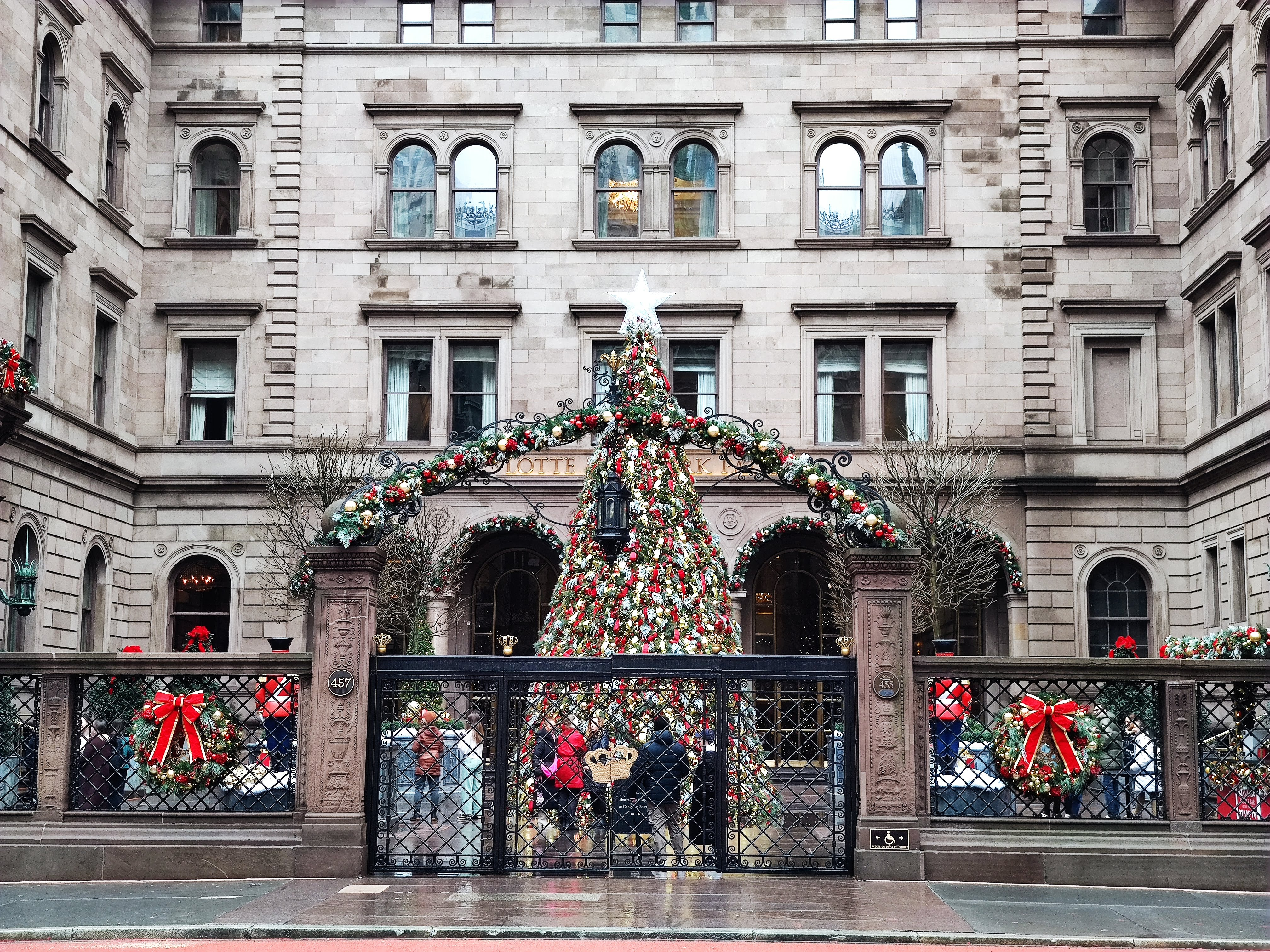
Nos 455-457 : Lotte New York Palace.
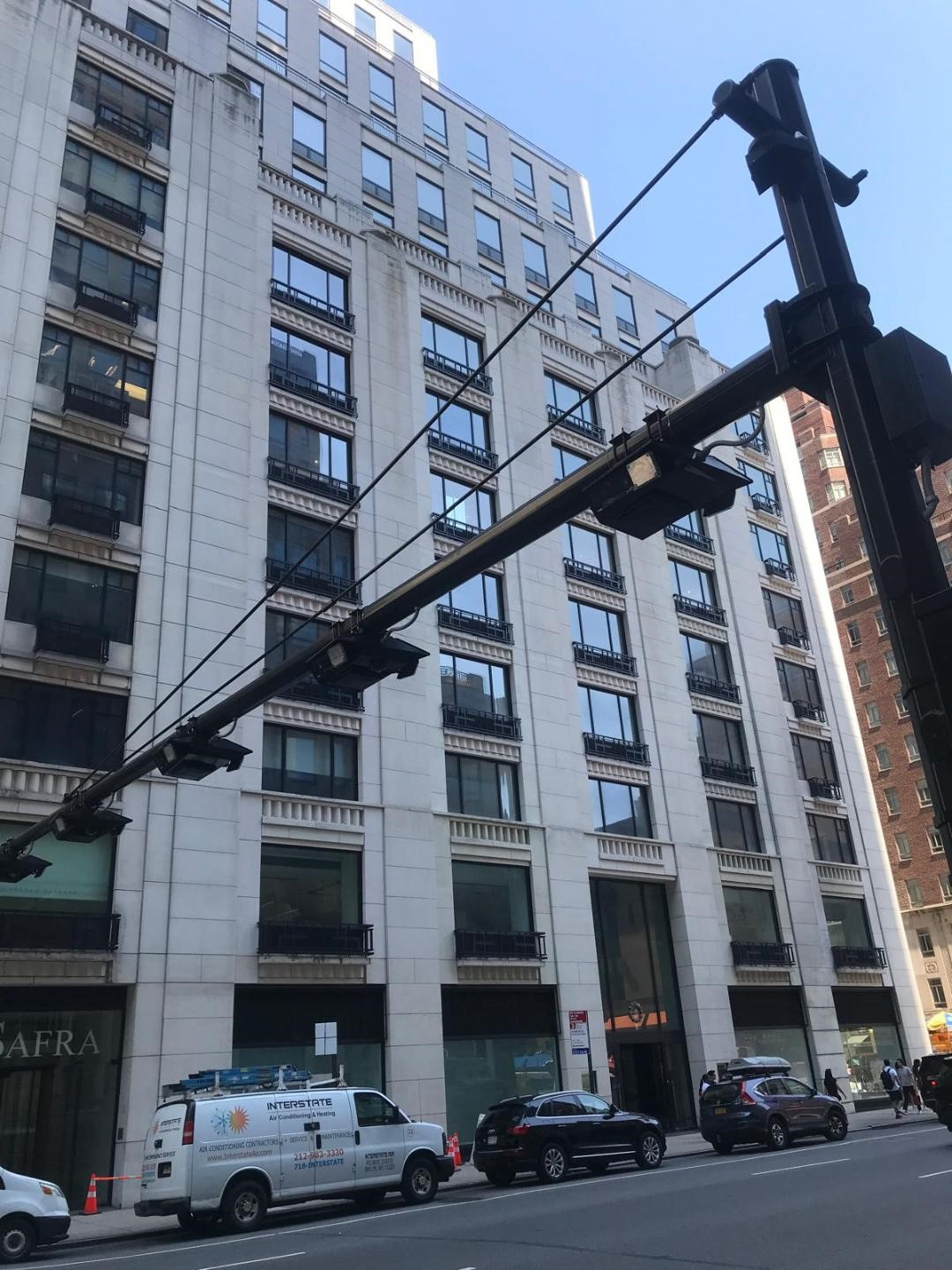
No 660 : Getty Building.

## À la télévision
La série télévisée américaine Mad Men (2007) a pour cadre une agence publicitaire fictive de Madison Avenue dans les années 1960. 